# St. Gereon (Niederbachem)
Koordinaten: 50° 38′ 46,6″ N, 7° 10′ 42,4″ O
Die römisch-katholische Kirche Sankt Gereon steht in der Ortschaft Niederbachem der Gemeinde Wachtberg im Rhein-Sieg-Kreis (Nordrhein-Westfalen). Sie war bis zum 31. Dezember 2009 Pfarrkirche der gleichnamigen Pfarrei in Niederbachem. Seit 1. Januar 2010 ist sie eine Filialkirche der neu gegründeten Pfarrei St. Marien Wachtberg im Kreisdekanat Rhein-Sieg-Kreis im Erzbistum Köln.

## Kirchengebäude und dessen Vorgängerbauten
Eine erste Holzkapelle stammte aus der zweiten Hälfte des 8. Jahrhunderts, die um das Jahr 1000 durch einen Bruchsteinbau ersetzt wurde. Initiiert wurde dies von den Stiftsherren von St. Gereon aus Köln, die im nördlichen Bereich der Gemarkung Bacheim einen Fronhof angelegt hatten. In der Gemarkung Bacheim befanden sich damit zwei Fronhöfe (Blankenheimer und St. Gereon Fronhof) mit zwei Kirchengebäuden, die die Grundlage für die späteren Pfarreien Heilige Drei Könige in Oberbachem und St. Gereon in Niederbachem bildeten. 1142 wurde die Kapelle um ein Kirchenschiff und den Turm, der auch als Fluchtturm für die Bevölkerung diente, erweitert. Der Erzbischof von Köln bestätigte 1301 formal, dass die Kirchspiele St. Gereon und Heilige Dreikönige unabhängig sind und teilte Bacheim damit auch rechtlich auf.
Söldnerheere beschädigten die Kirche im Dreißigjährigen Krieg. Die Kirche wurde 1673 bei einem Erdbeben ein weiteres Mal stark in Mitleidenschaft gezogen. Der Turm blieb jedoch erhalten.
1681 wird die Kirche in einem größeren Grundriss wieder aufgebaut und Mitte des 19. Jahrhunderts um ein Querschiff erweitert. Sie erhält auch einen neuen Chor.
Die Kirche steht als Baudenkmal unter Denkmalschutz und ist unter Nummer 100 in der Liste der Baudenkmäler in Wachtberg eingetragen.

## Glocken
Das Geläut besteht aus drei 1952 vom Bochumer Verein für Gußstahlfabrikation gegossenen Glocken. Motiv ist das Te Deum. Vor dem Zweiten Weltkrieg befanden sich ebenfalls drei Glocken im Kirchturm. Zwei dieser 1926 von Wilhelm Hausen von Mabilon, Saarburg, gefertigten Glocken wurden für Kriegszwecke eingeschmolzen.
| Nr. | Name    | Durchmesser (mm) | Masse (kg) | Schlagton |
| I   | Gereon  | 1110             | 500        | g1 +1     |
| II  | Maria   | 920              | 280        | b1 +0     |
| III | Michael | 820              | 210        | c2 +0     |